# Grandes Libros del Mundo Occidental

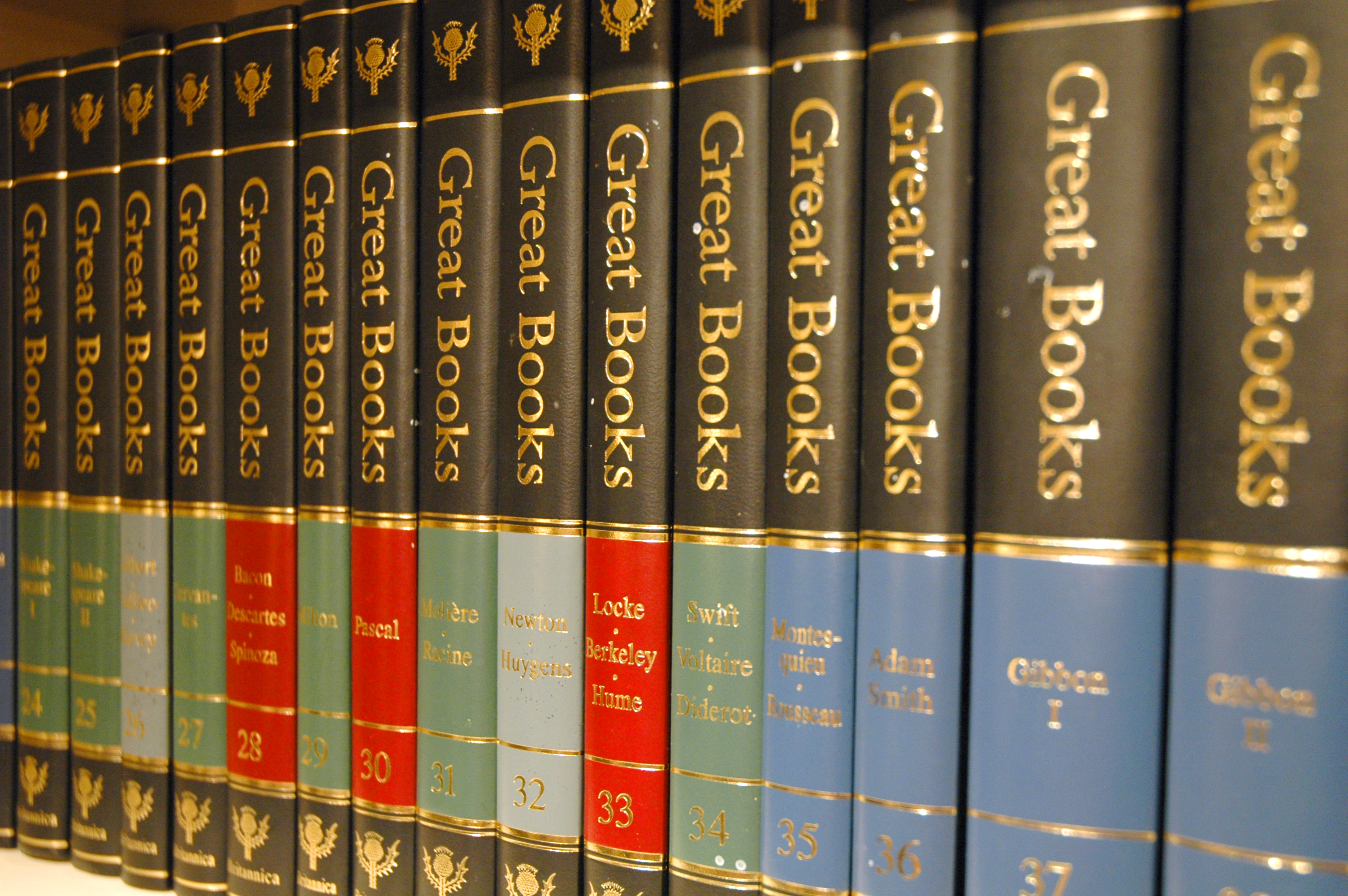
Segunda Edición de la obra

Los Grandes Libros del Mundo Occidental son una colección de libros que forman el canon del pensamiento y la literatura occidental. Mortimer Adler, su editor, quería que sirvieran como base de cursos universitarios donde se enseñara las aportaciones de los antiguos y se debatieran sus ideas. 
La publicación fue polémica, por centrarse excesivamente en los clásicos griegos y anglosajones e ignorar otras aportaciones. También se le reprochaba la mayoritaria presencia de hombres blancos, perpetuando un canon academicista. La colección contó con el apoyo de la Enciclopedia Británica y la Universidad de Chicago y en la actualidad cuenta con una fundación propia para sufragar los gastos.

## Los libros
- Volumen 1: La gran conversación (introducción y propósito de la obra, a cargo de Robert Maynard Hutchins)
- Volúmenes 2 y 3: El Syntopicon
- Volumen 4: Obras de Homero
- Volumen 5: teatro griego, con obras de Esquilo, Sófocles, Eurípides y Aristófanes
- Volumen 6: historiografía, con obras de Heródoto y Tucídides
- Volumen 7: Los diálogos de Platón
- Volúmenes 8 y 9: obras de Aristóteles
- Volumen 10: medicina clásica, con obras de Galeno e Hipócrates
- Volumen 11: los primeros matemáticos, con Euclides, Arquímedes, Apololonio de Pérgamo y Nicomaco de Gerasa
- Volumen 12: Lucrecio, Epicteto y Marco Aurelio
- Volumen 13: Obras de Virgilio
- Volumen 14: Obras de Plutarco
- Volumen 15: Tácito
- Volumen 16: Ciencia clásica, con Ptolomeo, Copérnico y Kepler
- Volumen 17: Plotino
- Volumen 18: Obras de San Agustín
- Volúmenes 19 y 20: Tomàs de Aquino
- Volumen 21: Dante Alighieri
- Volumen 22: Obras de Geoffrey Chaucer
- Volumen 23: Obras de Maquiavelo y Thomas Hobbes
- Volumen 24: François Rabelais
- Volumen 25: Los ensayos de Montaigne
- Volúmenes 26 y 27: Obras de William Shakespeare
- Volumen 28: ciencia moderna, con William Gilbert, Galileo y William Harvey
- Volumen 29: Cervantes
- Volumen 30: Francis Bacon
- Volumen 31: el racionalismo, con Descartes y Spinoza
- Volumen 32: Obras de John Milton
- Volumen 33: Obras de Blaise Pascal
- Volumen 34: Obras de Isaac Newton y Christian Huygens
- Volumen 35: empirismo, con Locke, Hume y Berkeley
- Volumen 36: Jonathan Swift y Laurence Sterne
- Volumen 37: Henry Fielding
- Volumen 38: selección de escritos sobre leyes
- Volumen 39: Obras de Adam Smith
- Volumen 40 y 41: Edward Gibbon
- Volumen 42: Kant
- Volumen 43: escritos sobre la libertad y la independencia americana
- Volumen 44: James Boswell
- Volumen 45: ciencia contemporánea
- Volumen 46: Obras de Georg Wilhelm Friedrich Hegel
- Volumen 47: Goethe
- Volumen 48: Herman Melville
- Volumen 49: Obras de Charles Darwin
- Volumen 50: el marxismo
- Volúmenes 51 y 52: realismo ruso
- Volumen 53: William James
- Volumen 54: Obras de Sigmund Freud

## El Syntopicon
El Syntopicon ocupa dos volúmenes y es un escrito de Adler sobre las 102 ideas clave que, según él, organizan la colección y que más han influido en la historia occidental. Incluye para cada una de ellas un ensayo y una compilación de referencias de los autores del 54 volúmenes, para reseguir su curso a lo largo de la historia. Aporta definiciones y lecturas complementarias para entender el concepto y su relevancia para Occidente. 
El proyecto contó con un equipo de 100 lectores-redactores y un presupuesto altísimo para llegar a la síntesis final. Su lanzamiento tuvo un gran eco mediático e inspiró obras posteriores, como la Propaedia del mismo autor.
En el primer volumen se recogen las siguientes ideas: ángel, animal, aristocracia, arte, astronomía, belleza, ser, causa, azar, cambio, ciudadano, constitución, valor, costumbre, definición, democracia, deseo, dialéctica, deber de, educación, elemento, emoción, eternidad, evolución, experiencia, familia, destino, forma, dios, bien, mal, gobierno, felicidad, historia, honor, hipótesis, idea, inmortalidad, inducción, infinito, juicio, justicia, conocimiento, trabajo, lenguaje, ley, libertad, vida, lógica y amor.
El segundo volumen contiene los siguientes temas: hombre, matemáticas, materia, mecánica, medicina, memoria humana, imaginación, metafísica, mente, monarquía, natura, necesidad, oligarquía, opinión, oposición, filosofía, física, placer y dolor, poesía, principio, progreso, profecía, prudencia, castigo, calidad, cantidad, razonamiento, relación, religión, revolución, retórica, identidad, ciencia, sentido, símbolo, pecado, esclavitud, alma, espacio, estado, templanza, teología, tiempo, verdad, tiranía, universal y particular, virtud, guerra y paz, riqueza, voluntad, sabiduría y mundo.
- Datos: Q1339531